# Leolinda Daltro
Leolinda Figueiredo Daltro (Bahia, 14 de julho de 1859 - Rio de Janeiro, 4 de maio de 1935) foi uma professora, sufragista e indigenista brasileira que lutou pela autonomia das mulheres. Em 1910, juntamente com outras mulheres, Leolinda fundou o Partido Republicano Feminino. Em 1917 liderou uma passeata exigindo a extensão do direito ao voto às mulheres.

## Biografia
Leolinda nasceu no dia 14 de julho de 1859, na Bahia. Como o costume da época, casou-se cedo e teve dois filhos. Porém, logo separou-se do marido, encontrando uma motivação para estudar para ser professora e ajudar nas economias de casa. Aos 24 anos, casou-se novamente e mudou-se para o Rio de Janeiro em "busca de melhores condições de vida". Com o novo marido, Leolinda teve mais três filhos. Logo após sua vinda para o Rio de Janeiro, Leolinda se separou ou ficou viúva, não se sabe ao certo.
Atuou em meio à implantação do projeto republicano de Estado, no magistério público, na civilização dos índios e no movimento pelos direitos das mulheres. Pertencente às camadas intermediárias da população, era chefe de família e criou e educou seus cinco filhos com seus rendimentos de professora. Militou na política e conquistou o apoio de Orsina da Fonseca, fundou o Partido Republicano Feminino com a poetisa carioca Gilka Machado em 1910, bem como três jornais dedicados à mulher, além de publicar dois livros nos quais contou aspectos de sua vida. Por mais de dez anos, Leolinda e suas companheiras de partido criticaram a cidadania incompleta das mulheres e participaram de todos os eventos possíveis de ter repercussão na imprensa. Durante a gestão de Hermes da Fonseca, Leolinda participou da criação da Linha de Tiro Feminino Orsina da Fonseca do Exército Brasileiro.
Além disso, Leolinda percorreu o interior do Brasil a fim de estimular a alfabetização laica de comunidades indígenas, uma vez que o sistema vigente na época era de catequização e conversão ao catolicismo.
Em 3 de maio de 1933, primeiro pleito em que as mulheres  para escolher os deputados da Assembleia Nacional Constituinte do participaram oficialmente como eleitoras e como candidatas em todo o Brasil, Leolinda foi uma das 19 candidatas mulheres entre  Alzira Reis Vieira Ferreira, Anna Vieira Cesar, Bertha Lutz, Carlota Pereira de Queiroz, Catharina Valentim Santanna, Edith Dinorah da Costa Braga, Edwiges Sá Pereira, Georgina de Araujo Azevedo Lima, Ilka Labarthe, Julitta Monteiro Soares da Gama, Edith Mendes da Gama e Abreu, Lucília Wilson Coelho de Souza, Lydia de Oliveira, Maria Pereira das Neves, Maria Rita Burnier Pessoa de Mello Coelho, Martha de Hollanda Cavalcanti de Albuquerque, Natercia da Cunha Silveira, Theresa Rabello de Macedo e Almerinda de Farias Gama.
Leolinda morreu no dia 4 de maio de 1935, vítima de um atropelamento na Avenida XV de Novembro, no Rio de Janeiro.

## Primeiros anos

### Educação indígena
Leolinda tinha uma proposta polêmica e inovadora: a defesa dos direitos dos Indígenas. Daltro queria incorporar os índios brasileiros na sociedade, alfabetizando-os sem conotações religiosas. Leolinda percorreu o interior de Goiás por mais de quatro anos para colocar em prática esse projeto.
Ao final de 1900, retornou ao Rio de Janeiro. Daltro esteve em evidência na imprensa por quase 15 anos, o tempo que durou o debate sobre a política indigenista que o Brasil deveria adotar.

### O sufrágio brasileiro e o direito ao voto
Em 1902, em uma viagem ao sertão de Goiás, procurou o Instituto Histórico Brasileiro para propor a criação de uma associação civil de amparo aos indígenas. Daltro foi impedida de participar pessoalmente da reunião sob a alegação de que era mulher.
A partir de 1890, o voto deixou de ser considerado como um símbolo e passou a ser visto como uma chave para mudanças. As sufragistas diziam que as vidas das mulheres não melhorariam até que os políticos colocassem seus olhos no eleitorado feminino. A luta pelo direito de voto era um meio para atingir um fim.

### Partido Republicano Feminino

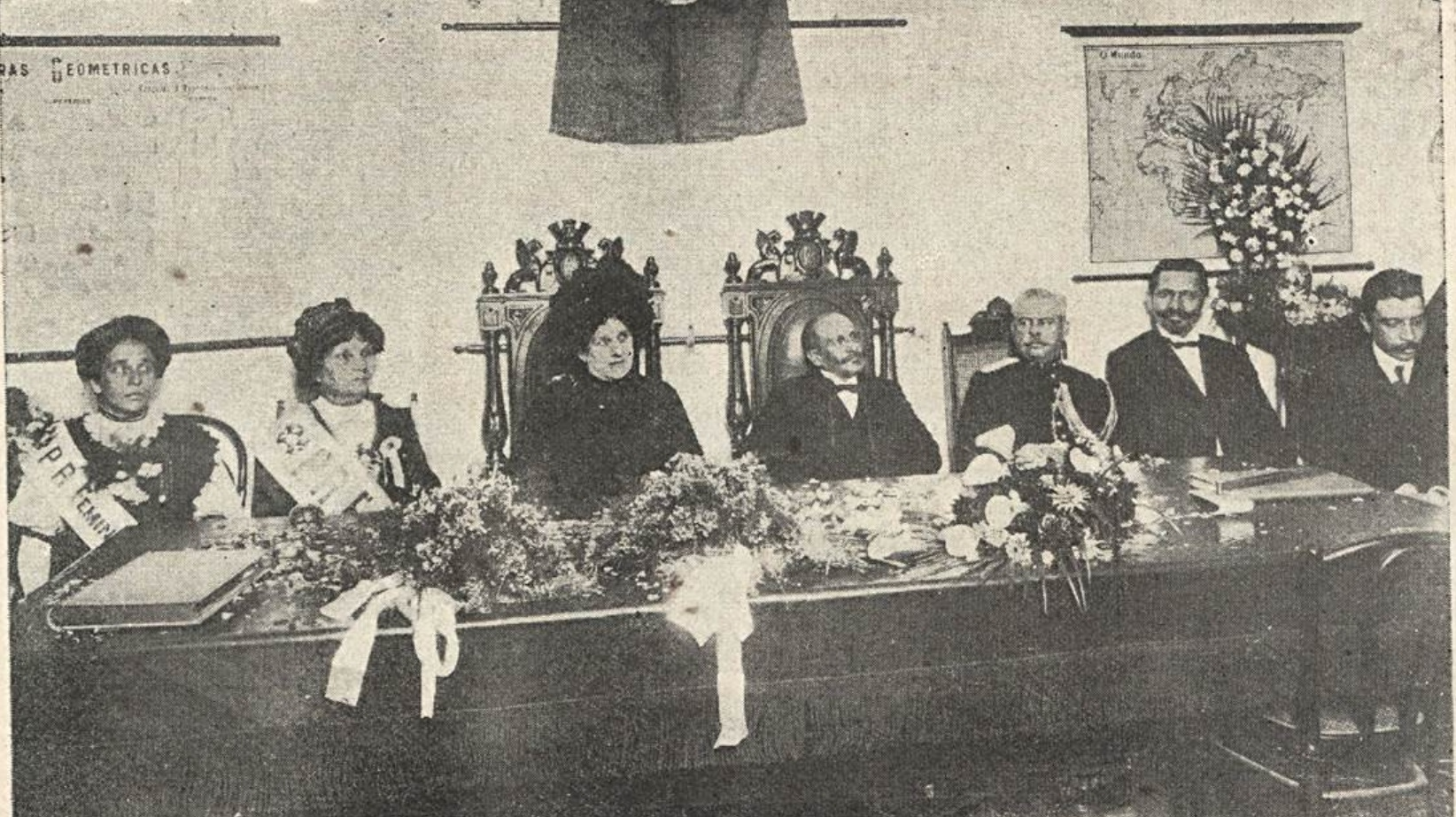
O presidente Hermes da Fonseca e a primeira-dama Orsina da Fonseca (ao centro da imagem) na sede do Partido Republicano Feminino. Ao lado da primeira-dama, a professora Leolinda Figueiredo Daltro, 1911.

Na vida política, Leolinda Daltro ficou conhecida através de uma congregação de mulheres que apoiavam a candidatura de Hermes da Fonseca para a presidência do Brasil, em 1909, com a fundação da Junta Feminil pró-Hermes. Esse grupo era uma associação política em que o objetivo era ser o ponto de partida para a ação do feminismo no Brasil.
No ano de 1910, Leolinda renomeou a associação com o nome de Partido Republicano Feminino. Era um partido político composto por pessoas que não tinham direitos políticos. O partido foi fundado no dia 23 de dezembro de 1910 e registrado oficialmente em 18 de agosto de 1911. Leolinda dedicou-se em prol da emancipação feminina a partir da primeira década do século XX.
Em 1913, os jornais deram ampla publicidade ao movimento das suffragettes, quase sempre reforçando que este não era um comportamento que as brasileiras deveriam seguir. Em agosto de 1919, Leolinda Daltro lançou sua candidatura ao cargo de intendente municipal da cidade do Rio de Janeiro, cargo equivalente ao de prefeita.
Na década de 1930, Leolinda ainda estava ativa na luta pela emancipação feminina, fazendo parte da Aliança Nacional de Mulheres. Leolinda, na maioria das vezes, foi mal compreendida e teve que suportar piadas e zombarias em relação à sua luta sendo, inclusive, uma vez apelidada por uma turba que a chamava de "mulher do diabo".

## Importância histórica
Leolinda não queria revolucionar o papel da mulher na sociedade. O objetivo era reformar seu papel, integrando a mulher de forma mais justa e igualitária na sociedade brasileira e dando oportunidades para que as mulheres façam parte da vida pública. Ela também procurou reformar as leis para que as mulheres brasileiras atuassem de forma igualitária à dos homens, com as mesmas oportunidades e direitos.